# Marcel Aderca
Marcel Aderca (n. 26 ianuarie 1920, Craiova – d. 21 martie 2008, București) a fost un traducător român, ce a tradus din limba franceză cărți de istoria artei și de literatură. Era fiul scriitorului Felix Aderca.

## Biografie
S-a născut la Craiova în familia lui Felix Aderca (1891-1962) și a Rubinăi (născută Rifca Penchas) (1890-1974). A urmat Școala elementară (1927-1930) și Liceul „Gh. Lazăr” (1931-1938) din București. Tatăl său l-a sfătuit să-și aleagă o meserie practică, așa că tânărul Marcel a dat admitere la Facultatea de Arhitectură și a urmat apoi doi ani de studii la Facultatea de Textile, până când a fost exmatriculat potrivit legilor rasiale. A urmat apoi Colegiul pentru studenții evrei (1941-1944) și Facultatea de Litere și Filosofie a Universității din București, unde a obținut licența în 1945. Ulterior a urmat cursuri la Institutul de Studii Politice și Administrative din București (1948-1949).
A lucrat ca redactor la Editura Cartea Rusă (1945-1948), șef al serviciului publicații la Direcția Presei din Ministerul Afacerilor Externe (1949-1952), asistent universitar la Facultatea de Filosofie a Universității din București (1949-1953) și redactor la Editura pentru Literatură Universală (1953-1975).
Marcel Aderca a desfășurat o activitate îndelungată ca traducător de limba franceză, contribuind la difuzarea valorilor literaturii și culturii europene în limba română. Debutul său editorial a avut loc în 1966 cu traducerea romanului Husarul de pe acoperiș de Jean Giono. A colaborat la revistele România literară, Viața Românească, Manuscriptum, Steaua.
El a moștenit toată arhiva literară a tatălui său, a inventariat cele 22 de mape cu manuscrise și fotografii și le-a donat Academiei Române în anul 1987. A îngrijit edițiile postume ale scrierilor tatălui său. Contribuția sa ca editor și biograf include o colecție de gânduri ale tatălui său pe tema antisemitismului intitulată F. Aderca și problema evreiască (publicată în 1999 de Editura Hasefer din București).

## Scrieri
- F. Aderca și problema evreiască, București, 1999.

## Traduceri
- Jean Giono, Husarul de pe acoperiș, pref. de Constantin Ciopraga, București, 1966;
- San Lazzaro, Modigliani, Portrete, București, 1966;
- Raoul-Jean Moulin, Cézanne, Naturi moarte, București, 1966;
- Velásquez, Antologie de texte, selecție și cronologie de Vasile Florea, București, 1966;
- John Rewald, Cézanne. Peisaje, București, 1967;
- Cécile Goldscheider, Rodin. Perioada 1840-1886, București, 1967;
- Cécile Goldscheider, Rodin. Perioada 1886-1917, București, 1968;
- Eugen Ionescu, Teatru, I Ucigaș fără simbrie, București, 1968;
- Romain Gary, Prima dragoste, ultima dragoste, pref. de Romul Munteanu, București, 1968;
- Henri Perruchot, Gauguin, Tahiti, București, 1968;
- Enrique Lafuente Ferrari, Velásquez. Infanți și infante, București, 1968;
- J. E. Muller, Klee. Figuri și măști, București, 1969;
- J. E. Muller, Pictura modernă, IV De la cubiști la primii abstracți, București, 1969;
- H. Chevalier, Pictura modernă. V Pictura abstractă, București, 1969 (ed. II, 1987);
- Nikos Kazantzakis, Alexis Zorba, București, 1969 (altă ed. cu titlul: Zorba Grecul, 1999);
- Eugen Ionescu, Teatru, I Victimele datoriei. Tabloul, București, 1970;
- Albert Camus, Teatru, I. Cei drepți, București, 1970 (altă ed., 1996);
- Alphonse Allais, Să fim sobri!, pref. de Marian Popa, București, 1971;
- Piet Legay, Furtună la Tobruk, București, 1971;
- André Maurois, Prometeu sau Viața lui Balzac, București, 1972;
- Henri Charrière, Papillon, III, pref. de Modest Morariu, București, 1972 (trad. revăzută și completată de Pavel Popescu, 1991);
- Eugen Ionescu, Jocul de-a măcelul, București, 1973;
- Emmanuel Roblès, Pledoarie pentru un răzvrătit, 1973;
- Hervé Bazin, Preafericiții de pe Insula Dezolării, note de M. Aderca, București, 1974;
- Gilbert Durand, Structurile antropologice ale imaginarului, pref. de R. Toma, București, 1977 (altă ed., 2000);
- Jules Romains, Oameni de bunăvoință, V Trufașii, București, 1979;
- Jan Paweł Gawlik, Examenul, piesă jucată la Teatrul Național „I. L. Caragiale”, stagiunea 1979/1980.